# Инесе Либиня-Егнере
Инесе Либиня-Егнере (на латвийски: Inese Lībiņa-Egnere) е латвийска юристка, политичка. Тя е член на партия „Единство“, която е част от партийно обединение „Ново единство“. От 2011 до 2022 г. депутат в Сейма на Латвия, като от 2012 до 2022 г. е била заместник-председател на Сейма. От 14 декември 2022 г. е  министър на правосъдието на Латвия. Тя е автор на редица монографии и публикации в областта на правото.

## Биография
Родена е на 25 септември 1977 г. в град Рига, Латвийска ССР, СССР. През 1996 г. завършва 5-то средно училище в Лиепая. През 2001 г. завършва Юридическия факултет на Латвийския университет. Продължава образованието си във Фрайбургския университет в германския град Фрайбург, където през 2002 г. получава магистърска степен по право с отличие. През 2007 г. тя получава степента доктор по право в Юридическия факултет на Латвийския университет.
От 1999 до 2001 г. работи като помощник-съдия в Конституционния съд на Латвия. От 2002 до 2007 г. работи като адвокат в кантората на заклетите адвокати Liepa, Skopiņa / Borenius, част от международната група Borenius. През септември 2004 г. става доцент в катедрата по гражданско право към Юридическия факултет на Латвийския университет. От 2007 до 2011 г. е правен съветник на президента на Латвия – Валдис Затлерс.

## Политическа дейност
През 2011 г. тя става член на Реформаторската партия, основана от бившия президент Валдис Затлерс. На парламентарните избори през 2011 г. е избрана за депутат в Сейма на Латвия, от листата на Реформаторската партия. Става член на Президиума на Комисията по правни въпроси и член на Комисията по европейски въпроси. На 14 юни 2012 г. е избрана за член на президиума (заместник-председател) на Сейма на Латвия.
През май 2014 г. по призив на борда и фракцията, заедно с група министри и депутати от Реформаторската партия, тя се присъединява към партия „Единство“.
Въз основа на резултатите от парламентарните избори през 2014 г. тя е избрана за депутат от XII състав на Сейма на Латвия от листата на партия „Единство“. Тя става член на президиума (заместник-председател) на Сейма на Латвия, член на президиума на Правната комисия на Сейма, а през 2018 г. става председател на Комисията по национална сигурност на Сейма и председател на подкомисията по съдебната политика на Правната комисия на Сейма.
През 2018 г. е създадено партийно обединение „Ново единство“. На парламентарните избори през 2018 г. е избрана за депутат от листата на „Ново единство“. Въз основа на резултатите от парламентарните избори през 2018 г. Става член на президиума на Комисията по национална сигурност на Сейма, член на Правната комисия на Сейма и председател на подкомисията по съдебна политика на Правната комисия на Сейма. Тя е заместник-председател на XIII състав на Сейма на Латвия. На парламентарните избори през 2022 г. е избрана за депутат от листата на „Новото единство“. Става член на Комисията по устойчиво развитие и член на Президиума на Комисията по правата на човека и връзките с обществеността. Тя става член и на фракцията на Европейската народна партия, ръководител на латвийската делегация (2011 – 2022) в Парламентарната асамблея на Съвета на Европа (ПАСЕ).
На 14 декември 2022 г. е назначена на длъжността министър на правосъдието на Латвия във второто правителство под ръководството на министър-председателя Кришянис Каринш (от „Ново единство“). Тя запазва поста си в коалиционното правителство под ръководството на министър-председателя Евика Силиня (от „Ново единство“), одобрено от Сейма на Латвия на 15 септември 2023 г.